# عملیات بیت‌المقدس ۴
عملیات بیت‌المقدس ۴ عملیات نظامی نیمه‌گسترده نیروهای مسلح ایران در خلال جنگ ایران و عراق بود، که توسط سپاه پاسداران انقلاب اسلامی، بر ضد نیروهای ارتش عراق در منطقه شاخ‌شمیران و حلبچه، عراق انجام شد. این عملیات در تاریخ ۵ فروردین ۱۳۶۷ آغاز شد و ۴ روز بعد با پیروزی نیروهای ایرانی به پایان رسید.

## منطقه عملیات
منطقه مورد نظر برای عملیات، منطقه‌ای کوهستانی بود، که از شمال به دریاچه دربندیخان و شاخ تمورژیان، از جنوب به دشت مرتکه و ارتفاعات شاخ خشیک و بمو، از شرق به رودخانه زیمکان و کوه بیزل، از غرب به سد دربندیخان و ارتفاعات قاشتی منتهی می‌شد. مهم‌ترین ارتفاعات و عوارض این منطقه عبارتند از: شاخ سورمر، شاخ شمیران، برددکان، دریاچه دربندیخان و دشت تولبی. ارتفاعات مذکور بر اکثر جاده‌های ارتباطی و عقبه هر دو نیروی درگیر در منطقه تسلط داشتند. فلش‌های عملیات از شمال به جنوب طراحی شده بود، به طوری که نیروهای ایرانی به پشت نیروهای عراقی هدایت می‌شدند. به این ترتیب، یگان‌های عملیاتی می‌بایست ضمن شکستن خط و تأمین ساحل، ارتفاعات شاخ سورمر، شاخ شمیران، برددکان و دشت تولبی را تصرف و تأمین می‌کردند.

## اهداف و اهمیت عملیات
هدف از طراحی و اجرای عملیات بیت‌المقدس ۴ تکمیل و تأمین جناح چپ منطقه عملیات والفجر ۱۰ و پاسخگویی به حمله نیروهای عراقی به مناطق مسکونی و روستاهای کردنشین عراق بود.

## شرح عملیات
عملیات بیت‌المقدس ۴ در تاریخ ششم فروردین ماه ۱۳۶۷ با رمز «یا اباعبدالله (ع)» و با هدف فتح ارتفاعات مشرف بر سد در بندیخان عراق و تکمیل عملیات والفجر در منطقه عمومی در بندی‌خان عراق - محور شمالی جنگ- اجرا شد. در حالی که نیروهای ایرانی جهت انجام مرحله دوم عملیات آماده می‌شدند، در ساعت ۰۰:۳۰ بامداد روز ششم فروردین عراق پس از گلوله‌باران شیمیایی عقبه یگان‌های رزمندگان در ارتفاعات «تمورژنان»، از سه محور به سمت شاخ شمیران پاتک کرد و با اجرای آتش سنگین و دقیق روی جاده «چم سراژین»، آن را کاملاً مسدود نمود و امکان کمک رسانی به نیروهای در خط توسط پشتیبانی ایران را به صفر رساند. تا نزدیک صبح نیز تعدادی از مواضع رزمندگان ایرانی در پایین «شاخ شمیران» در اختیار دشمن قرار گرفت که با حمله قوای سپاه و بسیج، این مواضع مجدداً به تصرف ایرانی‌ها درآمد. به این ترتیب، در حالی که ادامه عملیات در شب دوم میسر نشده بود، فرماندهی عملیات با در نظر گرفتن کمبود نیرو و اوضاع ناشی از بمباران‌های شیمیایی عراقی‌ها، فرمان پدافند مناسب و قوی از شاخ شمیران را صادر کرد.
تصرف کامل ارتفاعات شاخ شمیران و شاخ سورمر، تصرف قسمتی از دشت تولبی و ارتفاعات برددکان، کشته و زخمی شدن حدود ۵۰۰۰ نفر و به اسارت درآمدن ۴۹۸ نفر از نیروهای عراقی، انهدام بیش از ۱۵ تانک و نفربر و ۵۰ خودرو و به غنیمت درآمدن ۱۱ تانک، ۵۴ خمپاره، یک دستگاه مهندسی، ۵ قبضه سلاح پدافند هوایی، ۱۴ تیربار، یک دستگاه خودرو حامل تفنگ ۱۰۶ و دو قبضه آرپی‌جی از نتایج این عملیات بود.

## استعدادها، تلفات و خسارات

### عراق
منطقه عملیات بیت‌المقدس ۴ که در حوزه استحفاظی سپاه یکم قرار داشت، توسط لشکر ۳۶ پیاده، که تیپ‌های ۶۰۲، ۲۳۸، ۱۰۶ و یک گردان تانک و یک گردان کماندویی را تحت امر خود داشت، پدافند می‌شد. یگان‌های تقویت این لشکر نیز به هنگام عملیات بیت المقد ۴ عبارت بودند از: تیپ‌های ۳۸ و ۵۰۶ پیاده، ۵۰ زرهی، ۶۸ نیروی مخصوص و گردان مستقل ۷ حراست مرزی.

### ایران
نیروی زمینی سپاه پاسداران مأموریت اجرای عملیات بیت‌المقدس ۴ را به قرارگاه فتح واگذار کرد و سازمان رزم به شکل زیر طراحی شد:
- قرارگاه فتح
  - لشکر ۲۷ محمدرسول‌الله با ۶ گردان پیاده
  - لشکر ۵۷ ابوالفضل با ۵ گردان پیاده
  - لشکر ۱۰ سیدالشهدا با ۹ گردان پیاده
  - تیپ ۱۸ الغدیر با ۳ گردان پیاده[۶]

## برای مطالعهٔ بیشتر
- محسن رشید، گزارشی کوتاه / مرکز مطالعات و تحقیقات جنگ سپاه پاسداران انقلاب اسلامی، ویرایش: مهدی انصاری، تهران: سپاه پاسداران انقلاب اسلامی، مرکز مطالعات و تحقیق جنگ، ۱۳۷۸، شابک: ۹۶۴-۶۳۱۵-۳۳-x
- کتاب «جشن حنابندان» نوشته محمد حسین قدمی تولید دفتر ادبیات و هنر مقاومت حوزه هنری در انتشارات سوره مهر در موضوع این عملیات است.[۱]

1. ↑  «انتشار حاشیه‌های دو عملیات کربلای 5 و بیت‌المقدس 4». fa. دریافت‌شده در ۲۰۲۴-۰۵-۰۱.